# 木内キヤウ

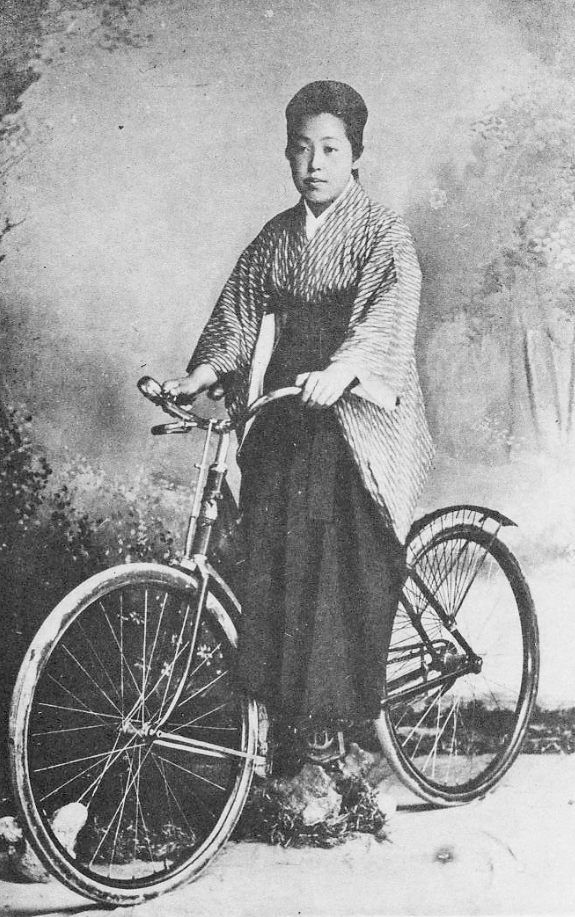
木内キヤウ。女学生時代

木内 キヤウ（きうち キョウ、1884年（明治17年）2月14日 - 1964年（昭和39年）11月7日）は、日本の教育者、政治家。参議院議員。旧姓・淡島、筆名・木内月上。淡島寒月の娘。

## 経歴
東京府浅草区浅草森下町で、画家・淡島寒月、なる夫妻の第1子（長女）として生まれる。淡島家の家業は軽焼の名店淡島屋で非常に裕福であったが、祖父母の散財で店を手放すなど、残された地所の賃料やその売却で生計を立てていた。9歳になっても父の方針で小学校に入れず、自分で近くの小学校に出向いて授業を受けたことがきっかけで通学が許された。高等小学校卒業後、進路に悩んだ末、師範学校に進み、1903年3月、東京府女子師範学校を卒業し、南葛飾郡隅田尋常高等小学校に赴任した。1909年3月、浦和中学校教員・木内辰三郎と結婚。1910年4月、日本橋の城東尋常小学校に転任。1926年4月、東京府女子師範学校専攻科に入学し、1927年に修了し十恩尋常小学校に転任した。1931年10月、板橋の志村第一尋常小学校（現板橋区立志村第一小学校）長となり、1941年7月まで在任した。また、滝野川に木内学園を創設して鳩の家園長を務めた。その他、全国小学校連合女教員会副会長、東京市教育会女子修養部長、日本国際協会婦人部委員、東京婦人愛市協会理事、大日本婦人会審議員及び企画委員などを務めた。戦時中は大政翼賛会中央協力会議員となった。
1947年4月、第1回参議院議員通常選挙で全国区から出馬して当選した。民主クラブに所属し、文部委員として教育と女性教員の問題解決に尽力した。
1964年11月7日死去、80歳。死没日をもって勲三等宝冠章追贈（勲七等からの昇叙）、正五位に叙される。

## 「初の女性校長」の称号について
木内は日本初の女性小学校長と言われることがあるが、実際には木内以前に小学校相当の校長となった女性が日本国内に複数名確認できる。例えば毛利勅子（毛利広鎮の娘で毛利元美の妻）は明治6年（1873年）に山口県で船木女児小学（山口県立厚狭高等学校の前身）を設立し、その校長に就任している。また鳥原ツルは1920年に宮崎県大淀町立古城尋常小学校校長に就任し、山梨県では1925年に堀水ためよが楠甫尋常高等小学校校長、佐野あきが平林尋常小学校校長、田中松のが吉沢尋常高等小学校校長にそれぞれ就任し、岡山県では山上峯が1927年に阿哲郡新郷村三坂尋常小学校校長に就任している。ジェンダー史研究者の高野良子は、小学校相当の日本初の女性校長は上述した毛利勅子の明治6年（1873年）就任であるとし、昭和6年（1931年）に志村第一小学校の校長となった木内キヤウは日本で14番目の女性校長としている。
板橋区の公式ウェブサイトでは木内を「東京の公立小学校初の女性校長」だとしている。ただし実際には東京に限定しても、木内より先に木村さた（名前の表記は「木村貞子」とも）が明治17年（1884年）に麹町女子小学校の校長に就任していた。

## 著作
- 『汎太平洋婦人会議に列して』木内キヤウ、1929年。
- 『教育一路』学芸図書出版社、1941年（改訂1953年）覆刻『教育一路／汎太平洋婦人会議に列して』（大空社、1989年）